# H (Musik)
H (oder h) dient in der Musik im deutschsprachigen Raum und in einigen anderen europäischen Ländern als Tonbuchstabe für das ehemals als b quadratum notierte B, also den Ton, der einen Ganzton über dem Ton A und einen Halbton unter dem Ton C liegt. 

## Geschichte

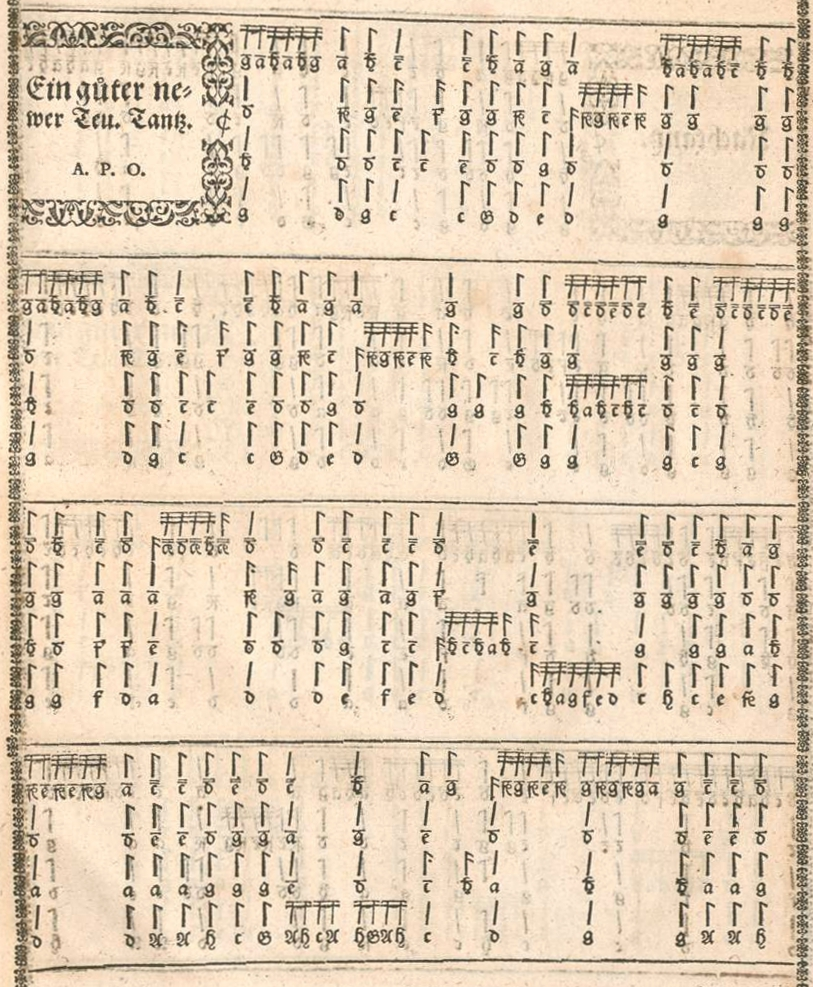
Deutsche Orgeltabulatur (1583) mit Verwendung der Druckletter h für das b quadratum.

Zur Bezeichnung eines heptatonischen (siebenschrittigen) Tonvorrates reichen die ersten sieben Buchstaben des Alphabets aus, wobei auf A natürlich B folgt. Der Tonbuchstabe H zur Bezeichnung des ursprünglichen Stammtons B hat seinen Ursprung in der frühen Neuzeit und wurde später in Deutschland sowie in Skandinavien und im westslawischen Raum üblich.
Diese Praxis geht auf eine durch die Entwicklung der Mehrstimmigkeit und deren Notation der Einzelstimmen in separaten Stimmbüchern notwendig gewordene Differenzierung der Notendarstellung zurück. Spätestens im 11. Jahrhundert bei Guido von Arezzo etablierte sich eine Spaltung des Tons B in eine höhere (b durum, B mi) und tiefere Intonationsvariante (b molle, B fa). Da in der frühen Mehrstimmigkeit die Anpassung der Intonation des B beispielsweise zur Vermeidung von simultanen Tritonusreibungen nicht mehr aus dem zuvor rein einstimmigen Melodieverlauf erschlossen werden konnte, wurde das Notenzeichen für B im Kontext des hexachordum molle mit einem vorangestellten b rotundum („rundes b“), und im hexachordum durum mit einem b quadratum („quadratisches b“) notiert. 
Bei der gelegentlich notwendigen g-Transposition von Kirchentonarten wurde das b rotundum im Sinne eines Generalvorzeichens unmittelbar hinter dem Notenschlüssel am Anfang jedes Notensystems notiert.
In der speziell in Deutschland bis ins 18. Jahrhundert verwendeten, teilweise auf Tonbuchstaben beruhenden Orgeltabulatur wurde das b quadratum durch Hinzufügen eines kleinen Bogens an der rechten Seite der Tonbuchstaben mit B) bzw. b) markiert, was zu einer Ähnlichkeit mit den Buchstaben H bzw. h führte. Ein frühes Dokument dieser Schreibweise ist Conrad Paumanns Fundamentum organisandi im Anhang des Lochamer Liederbuchs (1452). Aufgrund dieser Ähnlichkeit wurde im aufkommenden Buchdruck mit beweglichen Lettern in Tabulaturausgaben auf die Druckletter „h“ zurückgegriffen, woraus sich dann die Gewohnheit der Musiker entwickelte, das b quadratum entsprechend seines Druckbildes mit dem Tonbuchstaben H zu benennen, während sich im Deutschen für das b rotundum der Tonbuchstabe B erhalten hat.
Aus dem b quadratum gingen auch das heutige Auflösungszeichen und das Kreuz hervor, aus dem b rotundum wurde das Versetzungszeichen b.
Im angelsächsischen Sprachraum entspricht dem H weiterhin das B, während dort unser B als Bezeichnung für die Erniedrigung des H um einen Halbton „B flat“ genannt wird. In romanischen Sprachen trägt die Note H die Bezeichnung „si“ oder „ti“ (siehe auch Solmisation).

### Kontroversen
Die Gleichsetzung des aus dem zweiten Buchstaben B abgeleiteten Tonsymbols „H“ mit dem H als achtem Buchstaben des Alphabets im deutschen Sprachgebrauch ist schon frühzeitig Gegenstand von Kontroversen gewesen, die durch den zunehmenden Einfluss der englischsprachigen Terminologie in der Popmusik und im Jazz, und der damit verbundenen Konfusion zwischen deutschem H und englischen B bzw. deutschem B und englischem B♭ (B flat) bis in die Gegenwart fortbestehen.

## Weitere Verwendung
- H und h als Bezeichnungen für Tonarten mit dem Grundton H, wobei H die Tonart H-Dur bezeichnet und h die Tonart h-Moll.

- H zur Kennzeichnung von Akkorden mit dem Grundton H. Hierbei steht der Großbuchstabe für den Dur-Dreiklang, der Kleinbuchstabe für den Moll-Dreiklang.

- H zur Kennzeichnung einer Hauptstimme im Notentext, zumeist in der Dodekaphonie gebräuchlich. Im Unicodeblock Notenschriftzeichen durch das Zeichen 𝆦 (U+1D1A6 MUSICAL SYMBOL HAUPTSTIMME) repräsentiert.

- In der musiktheoretischen Abhandlung De institutione musica (um 500) von Boethius ist das H der 8. Ton innerhalb seiner nicht repetierenden Tonbuchstabenreihe von A bis Z und entspricht dem späteren Ton A der heptatonischen Tonbuchstaben mit Oktavwiederholung.